# Truuta
Truuta – wieś w Estonii, prowincji Valga, w gminie Otepää. Na południe od wsi przepływa rzeka Pühäjõgi, oraz położone są jeziora należące do pojezierza Kooraste (est. Kooraste järved): Nahajärv, Sinikejärv, Lambahanna, Lubjaahju.